# Passion d'al-Husayn
Pour les articles homonymes, voir Passion.

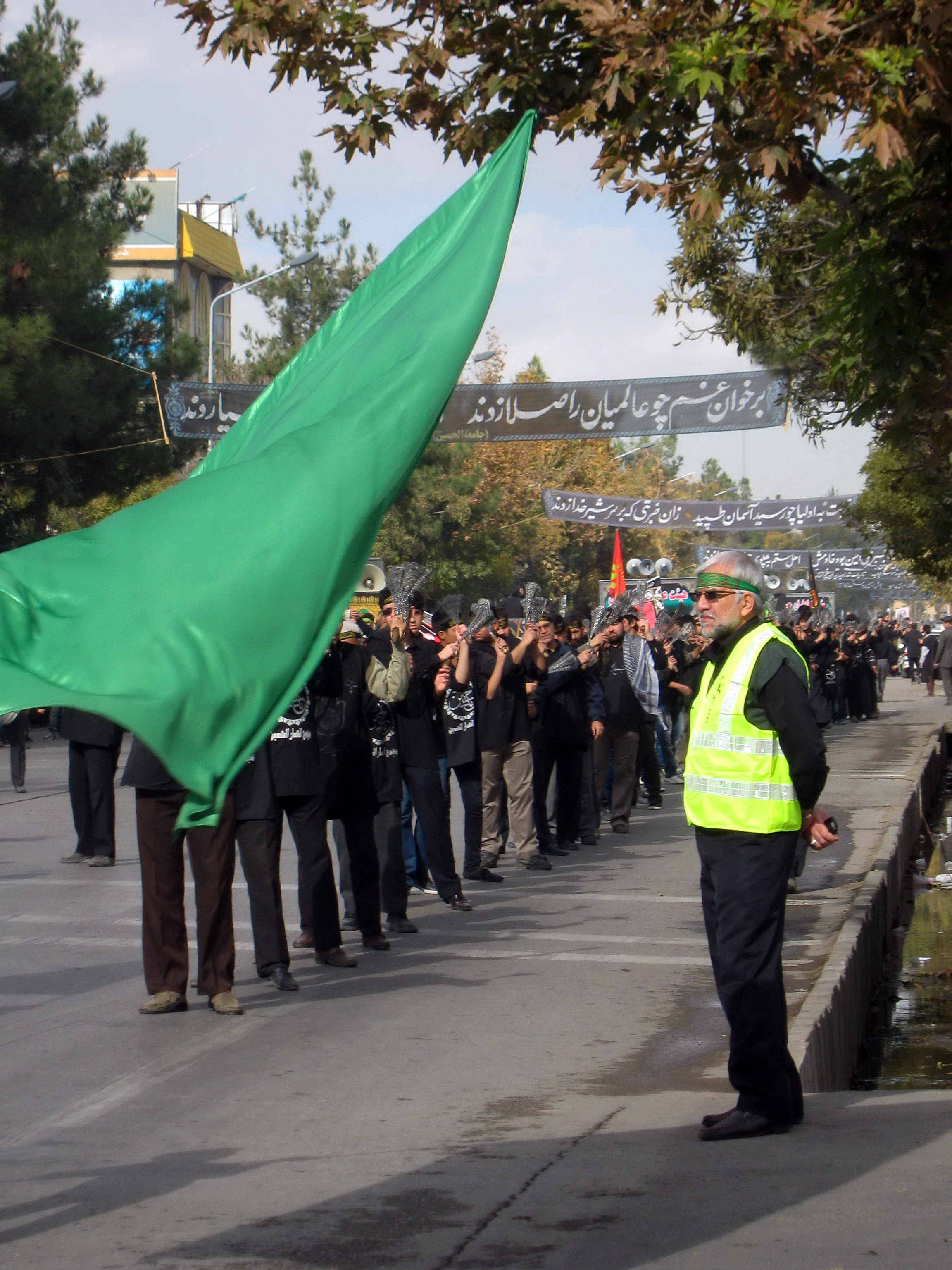
Des Musulmans chiites à Nishapur en 2013

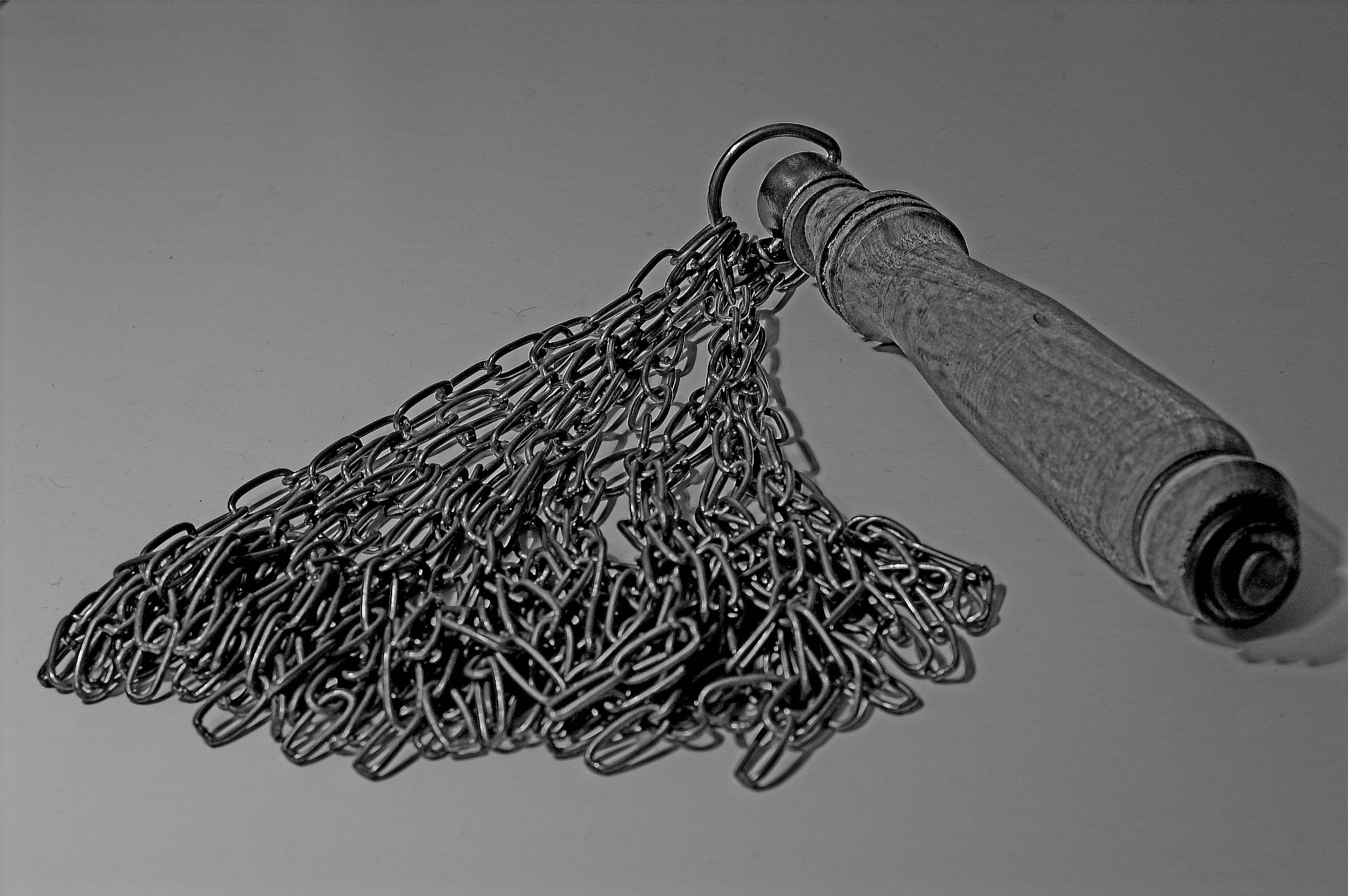
Zanjir utilisé pour l'autoflagellation par certains fidèles.

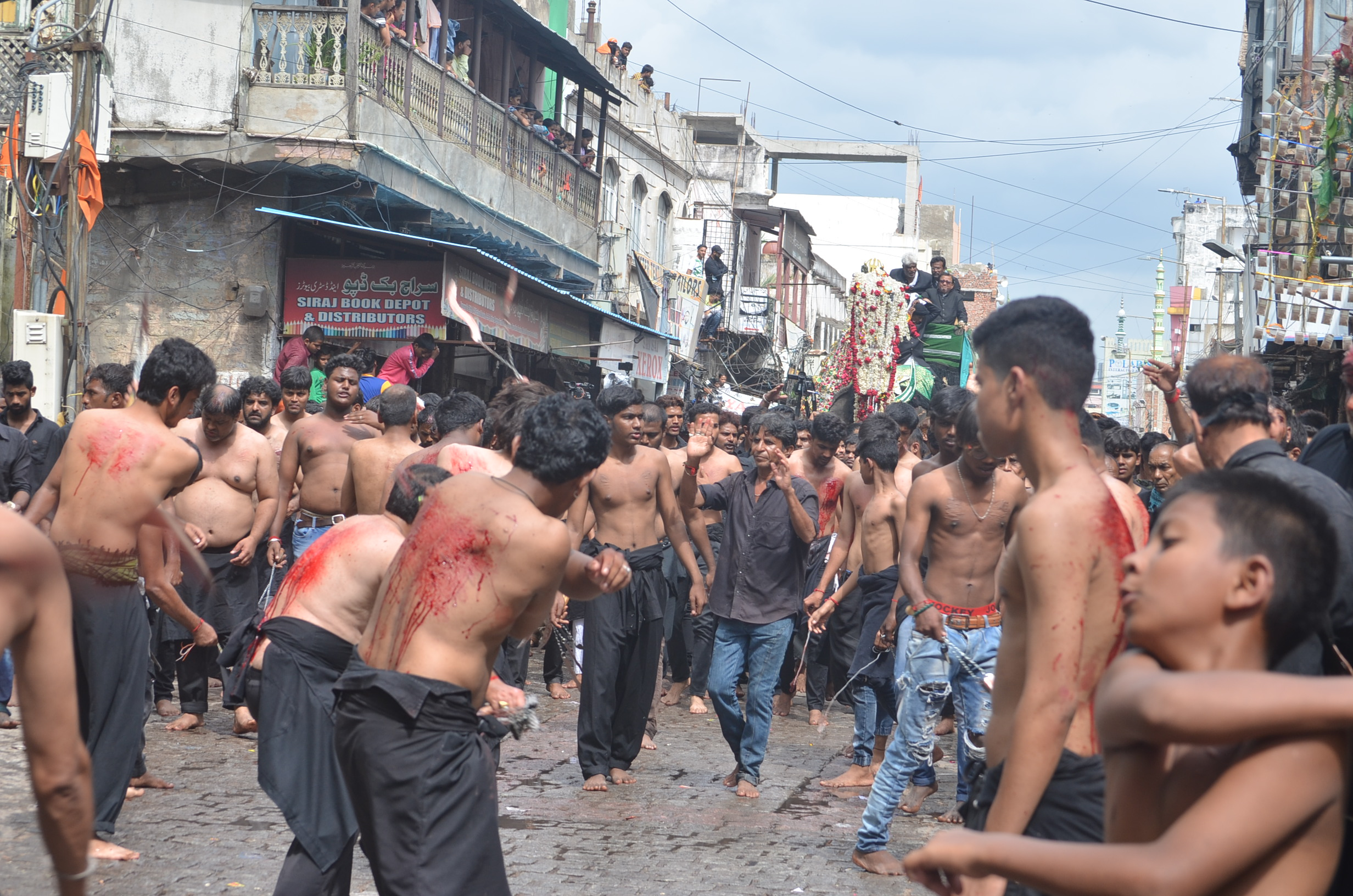
Procession de Mouharram à Hyderabad.

La Passion d’al-Hussein est le récit du martyr en 680 à Kerbala d’Al-Hussein ibn Ali, second fils d’Ali ibn Abi Talib et de Fatima, fille de Mahomet.
Hussein fut décapité le 10 octobre 680 lors de la bataille de Kerbala, et sa tête fut rapportée au calife omeyyade Yazīd Ier.
La théologie chiite a développé un martyrologe à partir de cet événement qui est commémoré annuellement par une fête le 10 mouharram. Cette fête est l’occasion de manifestations de mortification, en particulier l’autoflagellation avec les mains, parfois avec des chaînes ou des lames de rasoir.
Cette Passion fait également l’objet de représentations théâtrales analogues à celles des mystères (ou passions) de la passion du Christ, appelées ta'zieh en Iran et jouées dans des endroits créés spécialement à cette fin, les tekiyehs.

## Le mois de deuil
Le mois de moharram est une période de deuil pour la Famille du Prophète et tous les musulmans.
Dans certains pays, On suspend toute activité commerciale ou professionnelle pendant la journée du 10 Moharram,et se consacre aux cérémonies commémoratives et aussi porte des vêtements noires ou arbore de signes de deuil.Les croyants y expriment  les sentiments de douleur et de tristesse qui restent sonner les cloches de la mémoire historique (Bataille de Kerbala) de plus de 1350 ans.
De même,il est très recommandé que les musulmans se présentent réciproquement des condoléances à cette occasion en se disant les uns aux autres:
« Qu'Allah augment notre rétribution pour notre deuil d'Al-Hussein ibn Ali, et qu'il nous place, nous et vous, parmi ceux qui réclament la vengeance pour lui, sous l’égide de son descendant, Muhammad al-Mahdi ».

## Hadîth
- Ali ar-Rida dit:« mon père (Musa al-Kazim) cessait de rire dès le premier  jour de ce mois (Moharram) ».

- Ali ar-Rida dit:«quiconque est triste et pleurant le jour d’Achoura, le jour de Résurrection, Allah lui donnera le jour de joie et de bonheur»[2].